# Спейк (Вест-Бетюве)
Спейк (нід. Spijk) — село в нідерландській провінції Гелдерланд. Входить до муніципалітету Вест-Бетюве. Перша згадка про населений пункт датується 1135-им роком.
Протягом 1817–1855 років мало статус окремого муніципалітету.

## Галерея

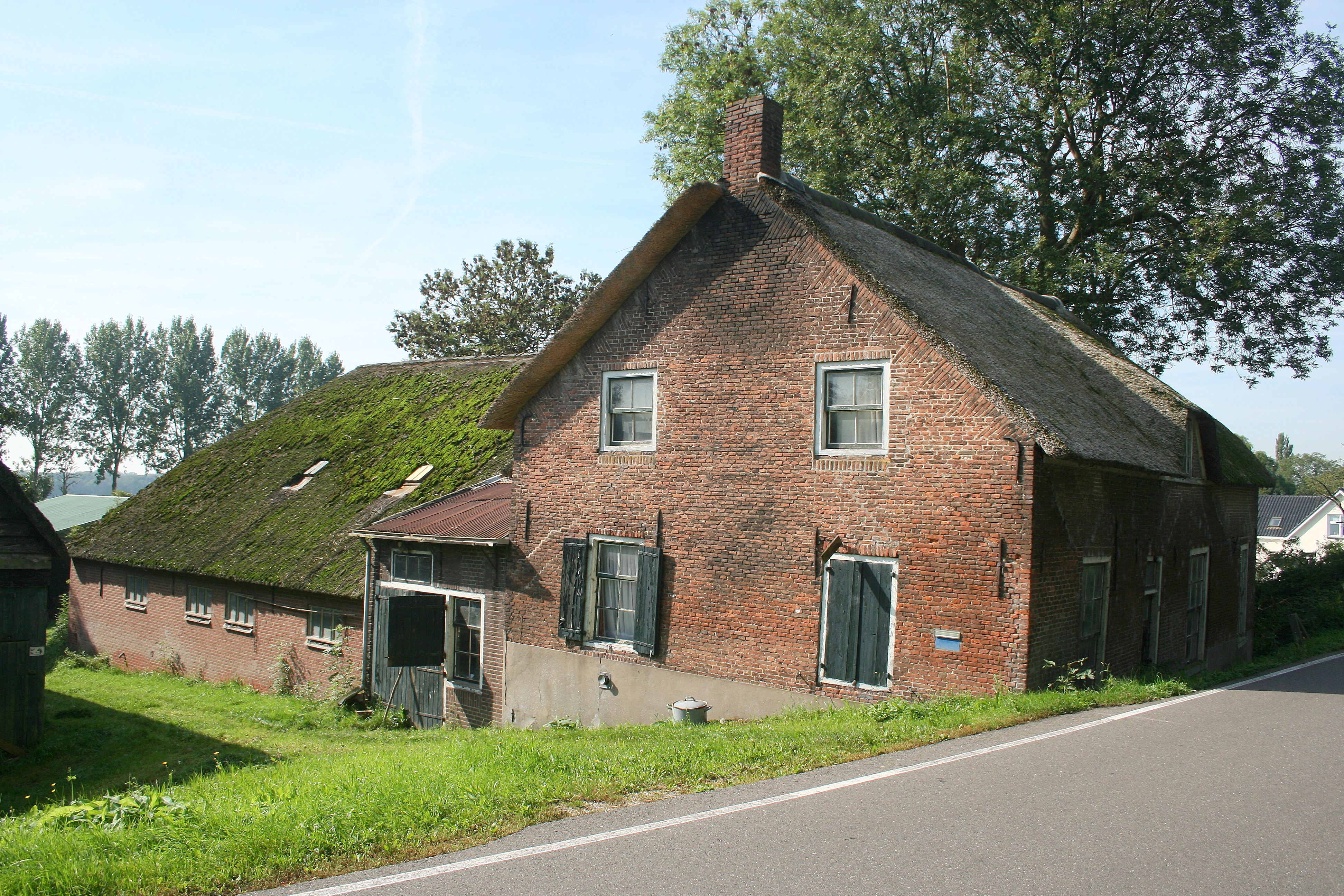
Ферма
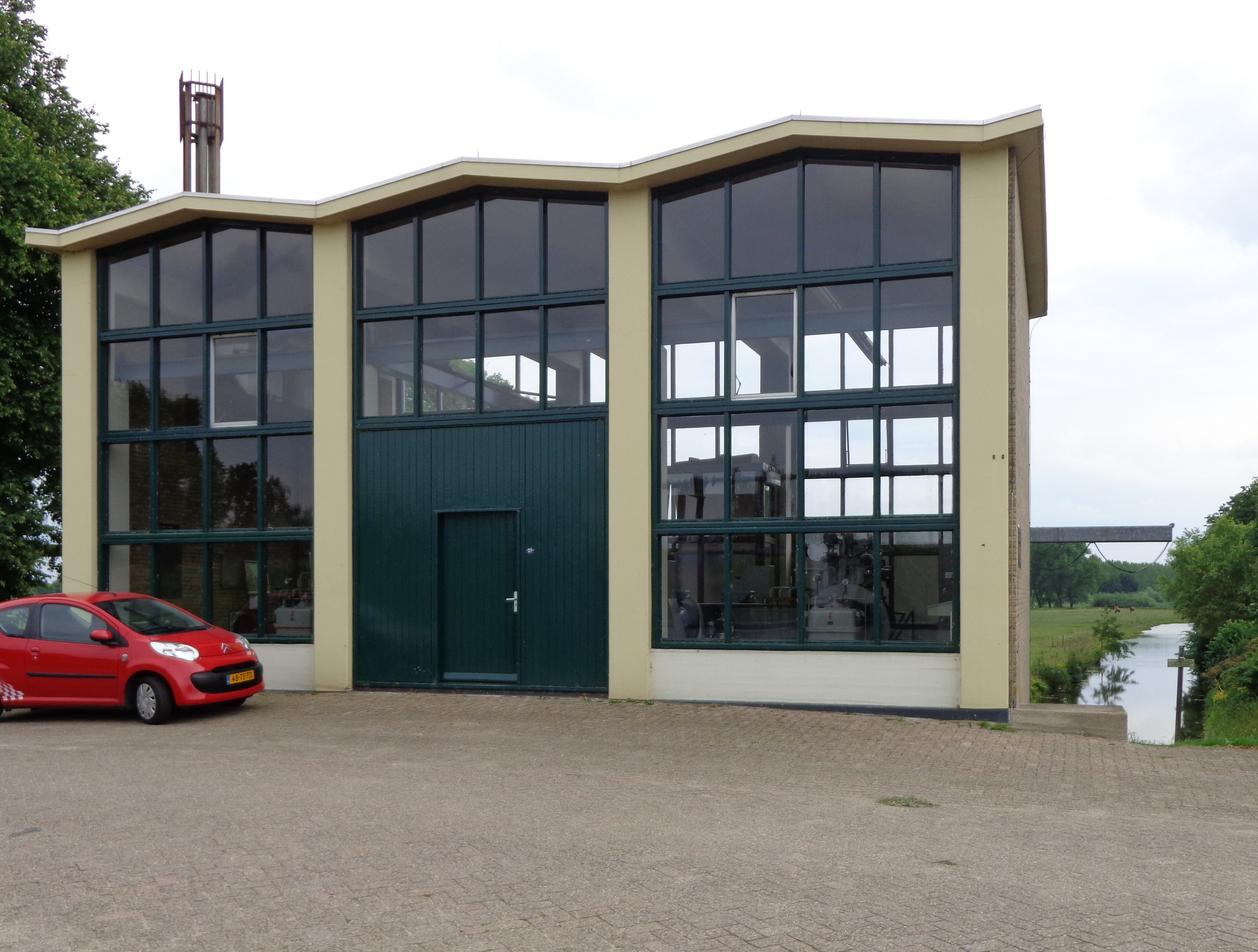
Насосна станція
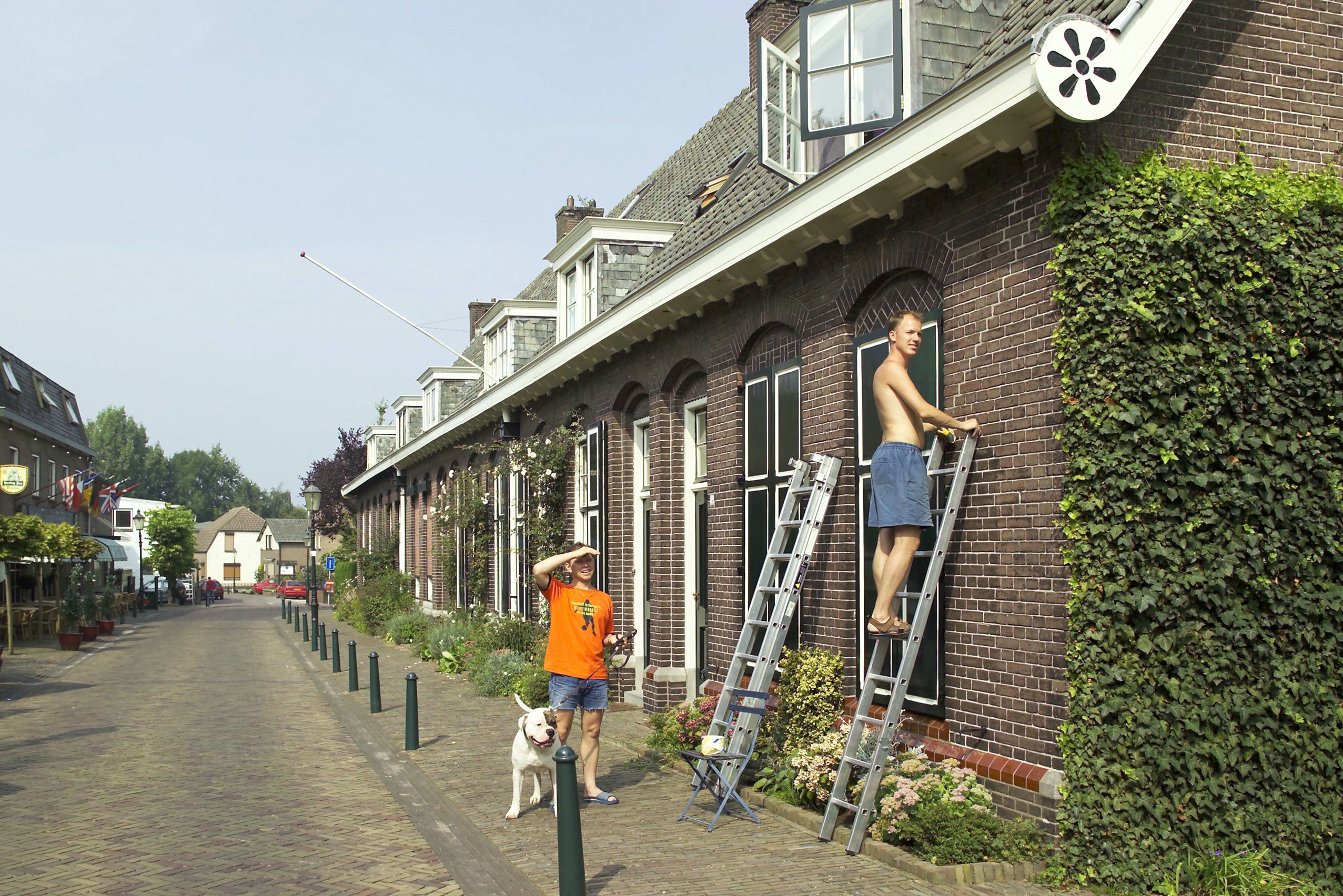
Робітничі будинки
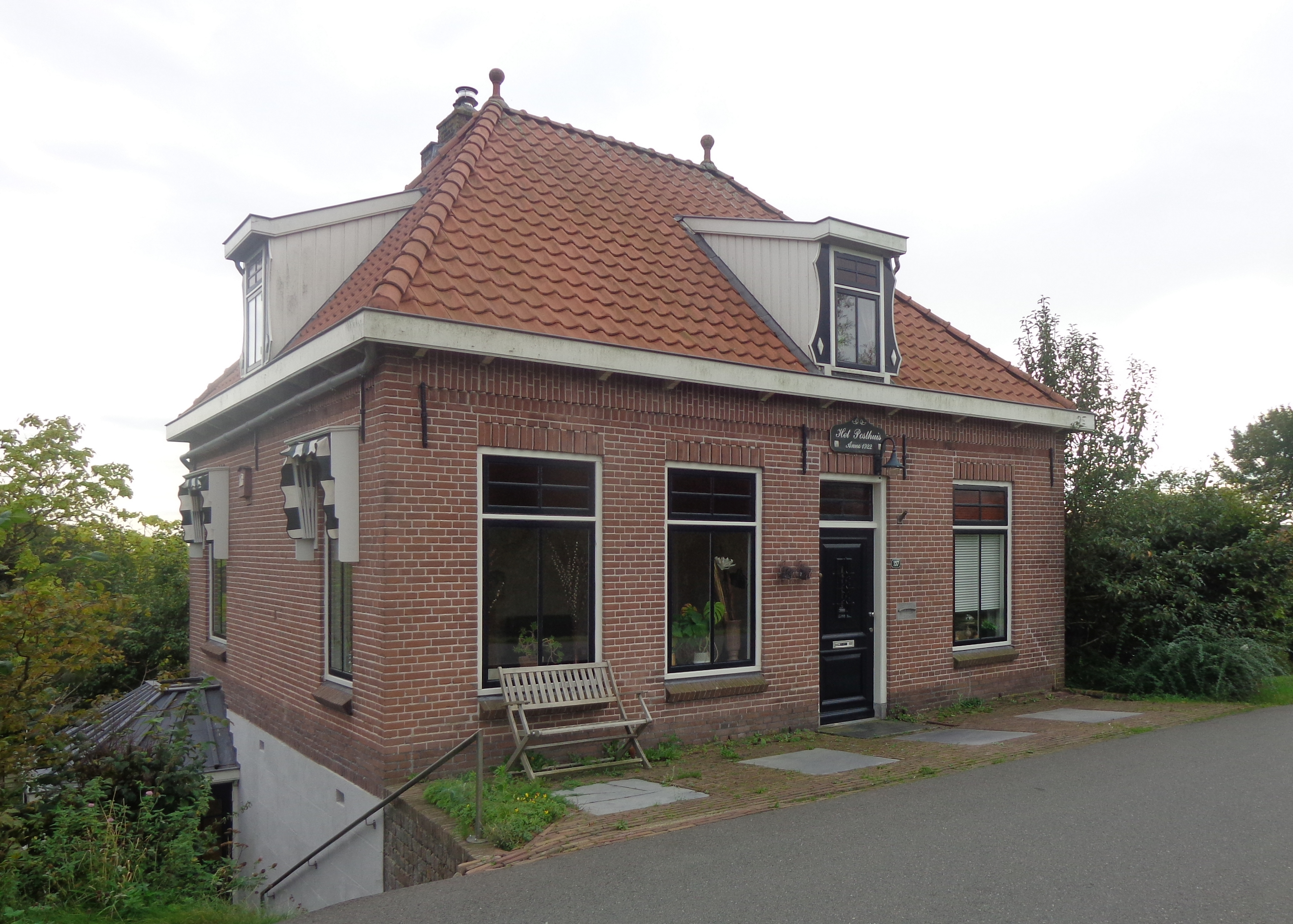
Будинок